# Brigada de Informații Militare „Alexandru Averescu”

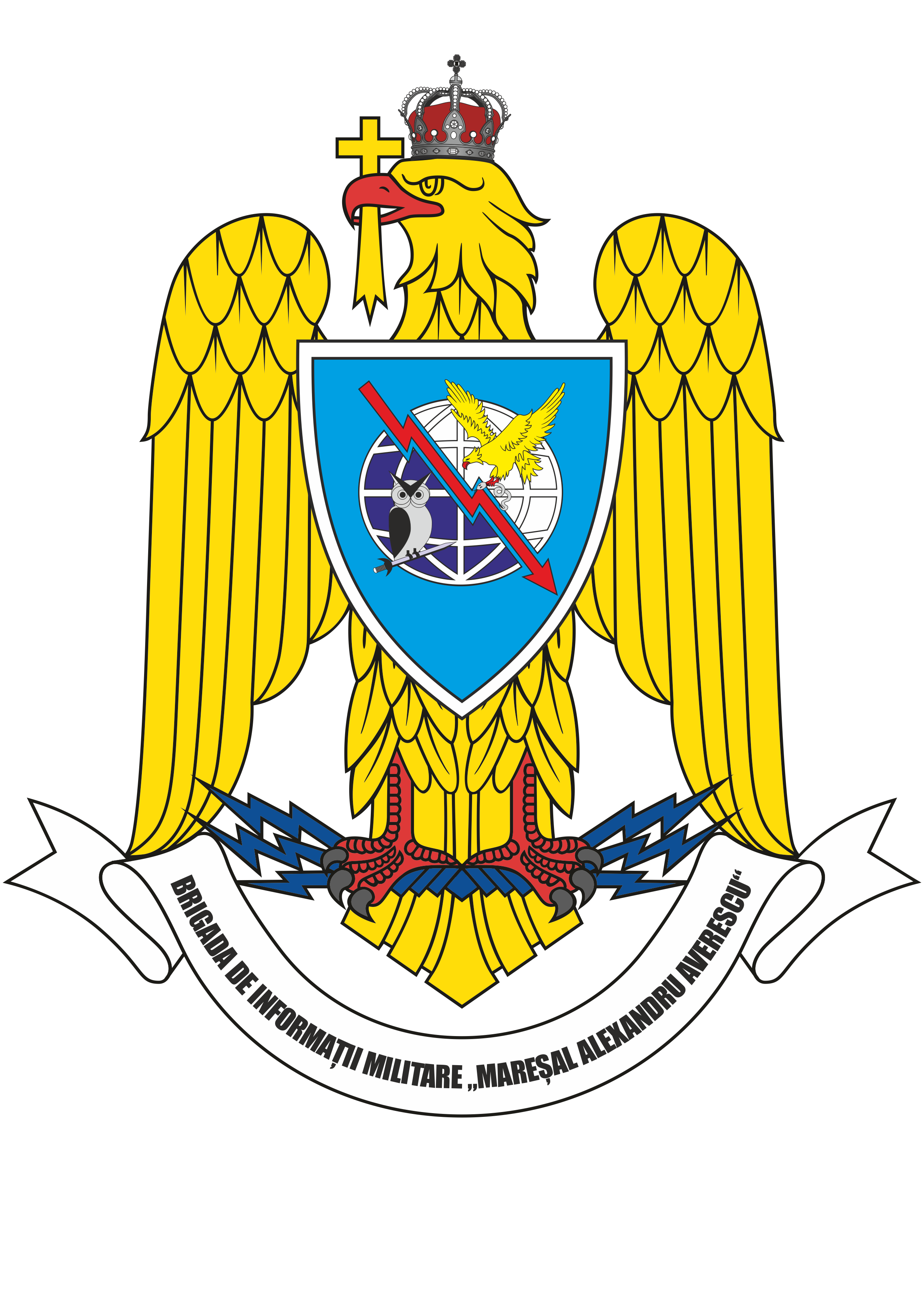
Wappen der Brigada de Informații Militare „Alexandru Averescu”

Die Brigada de Informații Militare „Alexandru Averescu”, Brigada de Informații Militare „Mareșal Alexandru Averescu” oder Brigada de Informații Militare ist eine Nachrichtedienstbrigade der Streitkräfte Rumäniens. Entstanden ist sie am 1. September 2010 aus verschiedenen Nachrichtenbataillonen, welche bereits vorher existierten und mit der Brigade gebündelt wurden. Die Brigade untersteht dem Militärnachrichtendienst Direcția Generală de Informații a Apărării. Die Einheit kooperiert in der Ausbildung mit internationalen Partnern. So sind Ausbilder der USA, des Vereinigten Königreichs, Israels und der Türkei zugegen. Sitz der Einheit ist Buzău.
Bis 2014 war Brigadegeneral Lucian Foca erster Leiter der Brigade. Zwischen Januar 2014 und Juli 2016 war Brigadegeneral Lucian-Marius Ivanov Leiter der Einheit. Ivanov wurde nach seiner Zeit bei der Brigade in die Reserve versetzt. Bis zum 14. Mai 2021 war Irimia Ionel Kommandeur der Brigade, welche danach in den Ruhestand versetzt wurde.
Der Einheit wird von internen Soldaten vorgeworfen, dass man Vetternwirtschaft betreibt, Beförderung von ungeeigneten Soldaten basierend auf Bekanntschaft oder Liebesbeziehungen durchführt, Baumaterialien unterschlagen um privat Häuser zu bauen. Auch Korruption um in Einsätze zugelassen zu werden, soll vorkommen. Die Soldaten versuchten Intern die Missstände zu melden kamen jedoch nicht durch und entschieden sich dies öffentlich zu machen, worauf im Januar 2024 die Missstände in der Presse veröffentlicht wurden.